# طبل توخالی (مجموعه تلویزیونی)
طبل توخالی مجموعه تلویزیونی ایرانی به کارگردانی احمد نجیب‌زاده است که در دهه فجر ۱۳۶۲ از شبکه یک پخش شد.

## خلاصه داستان
در توطئه‌ای به منظور براندازی نظام جمهوری اسلامی، یکی از عوامل رژیم گذشته به کمک شخصی که شباهت ظاهری زیادی به محمدرضا پهلوی دارد، مرگ شاه را تکذیب کرده و شایعهٔ بازگشت او را پخش می‌کند. عوامل بیگانه نیز به کمک او می‌شتابند، اما دست‌اندرکاران توطئه، یکدیگر را نیز به بازی می‌گیرند تا آنکه سرانجام رازشان فاش و همگی دستگیر می‌شوند.

## بازیگران
- ناصر گیتی‌جاه در نقش بدل محمدرضا شاه
- کیومرث ملک‌مطیعی
- بهروز کریمی
- محمدعلی ورشوچی
- رضا کرم‌رضایی
- منوچهر حامدی
- حسین پناهی
- فرهاد خان‌محمدی
- رعنا صفوی
- محمد ابهری
- علی پویان